# Chorizococcus coxindex
Chorizococcus coxindex är en insektsart som beskrevs av Mckenzie 1967. Chorizococcus coxindex ingår i släktet Chorizococcus och familjen ullsköldlöss. Inga underarter finns listade i Catalogue of Life.